# Zigera almana
Zigera almana là một loài bướm đêm trong họ Noctuidae.